# Олекса Бик
Олексі́й Микола́йович Бик (*4 грудня 1980 року, смт Сосниця, Чернігівської обл.) — український громадсько-політичний та культурний діяч, військовослужбовець Збройних Сил України, бард, поет. Автор пісні «Добровольці Божої чоти», що стала неофіційним гімном українського добровольчого руху завдяки однойменному документальному фільму Леоніда Кантера та Івана Яснія про захисників Донецького аеропорту.

## Життєпис
Народився та провів дитинство на Чернігівщині. Писати вірші розпочав ще у старших класах школи. Школу закінчив з золотою медаллю, до її закінчення вже був переможцем ряду філологічних та поетичних олімпіад та конкурсів. Після закінчення школи переїхав до Києва та вступив на філологічний факультет Національного педагогічного університету ім. Драгоманова.
До революційних подій 2013/2014 років працював журналістом «Главкому». Навесні 2014 року проводив репортажі з уже окупованого Криму.
На революційному майдані долучається до Правого Сектору, згодом певний час був партійним речником.
В липні 2014 року добровольцем пішов на фронт, де перебував до зими 2014/2015 років. Воював у складі Доброво́льчого Украї́нського Ко́рпусу «Пра́вий се́ктор», виконував обов'язки стрільця, стрільця-водія, командира медичної групи. Деякий час перебував у Донецькому аеропорту, але «кіборгом» себе не вважає.
З зими 2014/2015 років брав участь у формуванні 13-го батальйону ДУК ПС, який готувався на випадок оборони столиці.
Один з ініціаторів проєкту «Пісні війни».
У грудні 2017 року став фігурантом скандалу у зв'язку з побиттям проросійського журналіста Руслана Коцаби, який закликав ухилятися від мобілізації.
Член політичної партії Національний Корпус, восени 2020 року був кандидатом у депутати Вишневої міської ради від Національного Корпусу

### Літературна діяльність
У 2017 став за збірку «Вірші на руці» лауреатом Всеукраїнської літературної премії імені Василя Симоненка у номінації «За кращу першу поетичну збірку»..
У 2020 році був співзасновником та членом журі літературного конкурсу імені А. Лупиноса

### Після повномасштабного вторгнення
З лютого 2022 року військовослужбовець ЗСУ командир інженерно-саперної роти, 3-ї окремої штурмової бригади.
У 2023 році був учасником боїв за Бахмут.

## Нагороди
- Орден «За мужність» III ступеня (27 травня 2022) — за особисту мужність і самовіддані дії, виявлені у захисті державного суверенітету та територіальної цілісності України, вірність військовій присязі [13].
- У 2017 році став лауреатом Премії імені Якова Гальчевського"[14].